# Tony Hibbert
Anthony James „Tony“ Hibbert (* 20. Februar 1981 in Liverpool) ist ein ehemaliger englischer Fußballspieler.

## Karriere
Als rechter Außenverteidiger begann er seine Fußballerkarriere in der Jugend des FC Everton. 1998 gewann Hibbert mit dem Jugendteam des FC Everton den FA Youth Cup.
Sein Debüt in der ersten Mannschaft des FC Everton gab Hibbert 2001 beim 2:0-Auswärtssieg über West Ham United. Der offizielle sogenannte „ACTIM index“, eine Statistik der Premier League, führte Hibbert in der Spielzeit 2004/05 als besten englischen Rechtsverteidiger.
Im Juli 2005 unterschrieb Hibbert einen neuen Vierjahresvertrag bei seinem Heimatclub.
In seiner langjährigen Karriere beim FC Everton gelang ihm erst spät sein bislang einziges Tor. Am 8. August 2012 traf er im Freundschaftsspiel gegen AEK Athen per Freistoß zum 4:1. Einige Fans der „Toffees“ machten ihre Ankündigung wahr, den Platz zu stürmen, um Hibbert persönlich zu gratulieren. Er war für längere Zeit der dienstälteste Spieler bei Everton.

## Erfolge
- FA Youth Cup: 1998